# Aleksandra Komacka
Aleksandra Komacka, coniugata Kowalik (Varsavia, 12 dicembre 1959 – Orléans, 22 febbraio 2000), è stata una cestista polacca.

## Carriera
Ha disputato i Campionati europei 1980 con la Polonia, vincendo la medaglia d'argento.